# Timotes
Timotes is een geslacht van rechtvleugeligen uit de familie veldsprinkhanen (Acrididae). De wetenschappelijke naam van dit geslacht is voor het eerst geldig gepubliceerd in 1937 door Roberts.

## Soorten
Het geslacht Timotes omvat de volgende soorten:
- Timotes affinis Roberts, 1937
- Timotes aliquantulus Ronderos & Cerda, 1982
- Timotes malleatus Ronderos & Cerda, 1982
- Timotes parvum Roberts, 1937